# Macropsis flavovirens
Macropsis flavovirens är en insektsart som beskrevs av Kuoh. Macropsis flavovirens ingår i släktet Macropsis och familjen dvärgstritar. Inga underarter finns listade i Catalogue of Life.